# Круппа Юрій Миколайович
Круппа Юрій Миколайович (21 червня 1964) — український шахіст, гросмейстер, шаховий наставник.

Чемпіон України з шахів 1994 року.

Його рейтинг станом на березень 2020 року — 2580 (320-те місце у світі, 25-те — в Україні).

## Біографія
Юрія Миколайовича пов'язують із львівською шаховою школою, оскільки він навчався на шаховому відділенні Львівського інституту фізкультури (випуск 1987). Натомість, у турнірних таблицях він зазначається як представник Києва.
Турнірний дебют мав у першості України серед молодих майстрів (4—5 місце; Харків, 1984) разом із іще одним майбутнім чемпіоном України Михайлом Голубєвим (1970 р.н.). Фіналіст союзних змагань серед молодих шахістів (до 26 років) у 1985, 1990, 1991. Учасник (1985) та переможець (1986) командної першості СРСР у складі збірної українських майстрів.
Учасник багатьох чемпіонатів УРСР і України. У 1986 році з результатом 10 очок з 15 можливих (+6-1=8) посів другу сходинку у 55-у чемпіонаті УРСР та грав в Іркутську у відборі до 54-го чемпіонату СРСР, де здобув перемоги над українцями Іванчуком та Романишиним (колова система, 13-й з 18-ти шахістів). У 1988 та 1990 роках двічі посідав 3-є місце у 57-у та 59-у чемпіонатах УРСР відповідно. Дістався фіналу останнього чемпіонату СРСР з шахів (1991), цей турнір проводився у Москві за швейцарською системою, з результатом 3½ очка Юрій Круппа фінішував передостаннім (63-м).
За даними chessmetrics.com  на зламі 1980-х і 1990-х був у сотні найкращих гравців світу (слід зазначити, обрахунки chessmetrics не відповідають офіційному рейтингу шахіста).
У 1994 році став третім чемпіоном незалежної України перемігши в Українській першості, що проходила в Алушті. В турнірі застосовувалась швейцарка, Юрій Круппа набрав 8 з 9 очок. У тому ж році виступив у складі національної збірної на шаховій Олімпіаді у Москві, де українці потрапили в десятку найсильніших (9 місце). Круппа провів лише дві партії, обидві закінчилися унічию.
Міжнародний майстер з 1992 року. З 1995 року — гросмейстер. Учасник та призер ряду вітчизняних і міжнародних турнірів. 10 років (1993—2002) виступав за Донбас Алчевськ у клубній шаховій першості Європи («бронза» в 1994). Легіонер клубу Al-Mokawlon у турнірі Arab Club Chess Championship (2008 рік, другий результат серед лідерів команд).
Регулярно виступав у київських турнірах пам'яті Ігора Платонова та меморіалі Володимира Набокова.
У 2010-ті досить рідко грає в турнірах. Стабільно знаходиться у третьому-четвертому десятку серед українців. Як наставник працював з Русланом Пономарьовим та іншими шахістами Краматорського шахового клубу.

## Результати виступів у чемпіонатах України
Юрій Круппа зіграв у 9-ти фінальних турнірах чемпіонатів України, набравши загалом 68 очок зі 108 можливих (+44-16=48).
| Рік  | Місто       | Турнір                 | + | − | = | Результат | Місце  |
| ---- | ----------- | ---------------------- | - | - | - | --------- | ------ |
| 1983 | Мелітополь  | 52-й чемпіонат України | 3 | 1 | 5 | 5½ з 9    | 7 — 14 |
| 1984 | Київ        | 53-й чемпіонат України | 5 | 3 | 7 | 8½ з 15   | 5      |
| 1986 | Київ        | 55-й чемпіонат України | 6 | 1 | 8 | 10 з 15   | Silver |
| 1988 | Львів       | 57-й чемпіонат України | 4 | 5 | 6 | 7 з 15    | 9 — 10 |
| 1989 | Херсон      | 58-й чемпіонат України | 7 | 2 | 6 | 10 з 15   | 4      |
| 1990 | Сімферополь | 59-й чемпіонат України | 4 | 1 | 5 | 6½ з 10   | Bronze |
| 1992 | Сімферополь | 61-й чемпіонат України | 6 | 3 | 5 | 8½ з 14   | 5      |
| 1994 | Алушта      | 63-й чемпіонат України | 7 | 0 | 2 | 8 з 9     | Gold   |
| 2005 | Рівне       | 74-й чемпіонат України | 2 | 0 | 4 | 4 з 6     | 1/4    |